# Piz Tomül
Piz Tomül är en bergstopp i Schweiz.   Den ligger i regionen Surselva och kantonen Graubünden, i den östra delen av landet, 140 km öster om huvudstaden Bern. Toppen på Piz Tomül är 2 946 meter över havet, eller 531 meter över den omgivande terrängen. Bredden vid basen är 5,5 km.
Terrängen runt Piz Tomül är huvudsakligen bergig, men den allra närmaste omgivningen är kuperad. Närmaste större samhälle är Thusis, 18,1 km nordost om Piz Tomül. 
Trakten runt Piz Tomül består i huvudsak av gräsmarker. Runt Weissensteinhorn är det mycket glesbefolkat, med 5 invånare per kvadratkilometer.